# 한국국민당 (2015년)
한국국민당(韓國國民黨)은 2015년 8월 4일에 창당된 대한민국의 중도좌파 정당으로 공동대표는 이경희, 윤영오이다. 민족주의, 삼균주의 이념을 표방하며 본부는 서울특별시 영등포구 국회대로72길 21에 있다.
2015년 8월 4일 김만근에 의해 창당되었다. 2016년 대한민국 제20대 국회의원 선거에 참여했으며 2017년 대한민국 제19대 대통령 선거에서는 이경희 대표를 후보로 선출했다.

## 선거 결과

### 대통령 선거
| 연도   | 선거  | 후보자 | 득표     | 득표율         | 결과 | 당락 |
| ------ | ----- | ------ | -------- | -------------- | ---- | ---- |
| 2017년 | 19대  | 이경희 | 11,355표 | \| \| 0.03% \| | 11위 | 낙선 |
|        | 0.03% |        |          |                |      |      |

### 국회의원 선거
|  | 0% |

|  | 0% |